# 圣雅勒 (科雷兹省)
圣雅勒（法語：Saint-Jal，法語發音：[sɛ̃ ʒal]）是法国科雷兹省的一个市镇，位于该省中部偏西北，属于蒂勒区。

## 地理
圣雅勒（45°23'48"N, 1°38'36"E）面积26.55 平方千米，位于法国新阿基坦大区科雷兹省，该省份为法国中南部省份，北起上维埃纳省和克勒兹省，西接多爾多涅省，南至洛特省，东临多姆山省和康塔爾省。
与圣雅勒接壤的市镇（或旧市镇、城区）包括：尚布利沃、埃斯帕尔蒂尼亚克、拉格罗利耶尔、皮埃尔菲特、塞亚克。

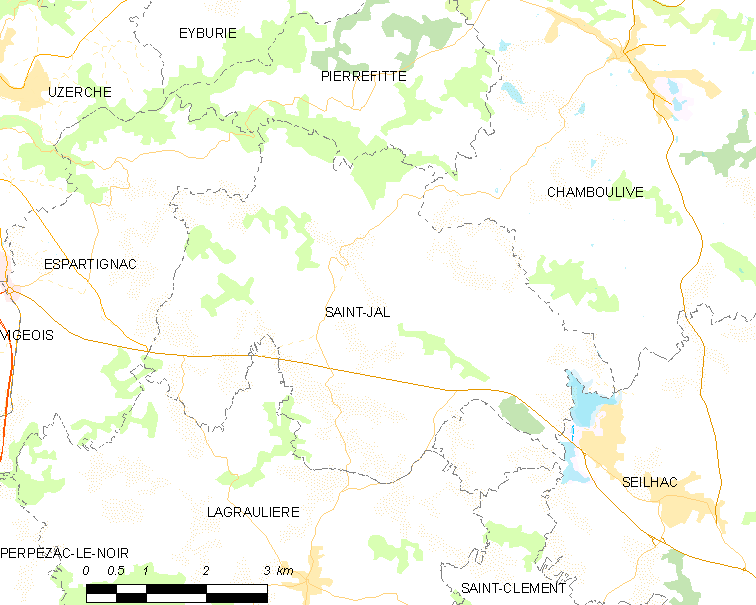
的OSM定位图

圣雅勒的时区为UTC+01:00、UTC+02:00（夏令时）。

## 行政
圣雅勒的邮政编码为19700，INSEE市镇编码为19213。

## 政治
圣雅勒所属的省级选区为塞亚克-莫内迪耶尔县。

## 人口

1962-2008年间人口变化图示

圣雅勒于2022年1月1日时的人口数量为599人。